# Venustiano Carranza
Jesús Carranza länkar hit. För andra betydelser, se Jesús Carranza (olika betydelser) och Venustiano Carranza (olika betydelser)

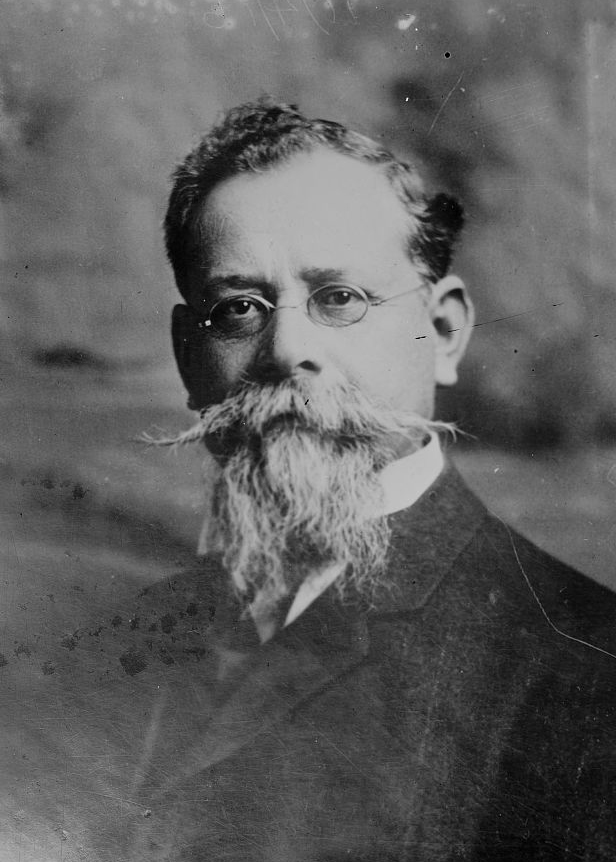
Venustiano Carranza

Venustiano Carranza, född den 29 december 1859, död (mördad) 21 maj 1920, mexikansk politiker och president 1917-1920. Det var under hans tid som Emiliano Zapatas och Pancho Villas folkliga arméer besegrades. Jordreformlagen genomdrevs också samt en avancerad sociallagstiftning trädde i kraft. Han var gift med indianskan Anitana Carranza, men hon dödades strax efter bröllopet. De fick inga barn. 
Venustiano Carranza hade indiansk bakgrund från zapotecstammen. Han blev guvernör i staden Coahulia 1911, och var med och störtade diktatorn Porfirio Díaz under den Mexikanska revolutionen. 1913-14 tog han som konstitutionalisternas ledare del i upproret mot Victoriano Huerta, och utkämpade därefter hårda strider mot Pancho Villa. Sedan denne besegrats, erkändes Carranza samma år som "de facto" president av ett flertal amerikanska stater. 
Hans regering upptogs av slitningar med USA och fortsatta strider mot Emiliano Zapatas upprorstrupper. Sedan Carranza 1917 utfärdade en ny författning, som innebar de mexikanska oljefyndigheternas nationalisering, ökade konflikten med USA, och Carranza tvingades dra tillbaka sin författning. Inför presidentvalet 1919 blandade sig Carranza in i striden och stötte sig då med en av kandidaterna, general Álvaro Obregón, som därvid startade ett uppror. Carranza måste fly och mördades under flykten.